# 渡辺謙太郎
渡辺 謙太郎（わたなべ けんたろう、1930年12月22日 - 2006年11月14日）は、日本のアナウンサー。東京府（後の東京都）出身。
1953年2月、TBSにアナウンサーとして入社。日本の民放のスポーツアナウンサーの草分けで、温かみのある実況の名調子は「謙太郎節」と呼ばれ、プロ野球中継に一時代を築いた。皇太子御成婚中継の他、メルボルン、東京、メキシコ、ミュンヘン各五輪の放送も担当。ワイドショーの司会等もこなし、1985年12月にTBSを定年退職。1986年1月、フリーに転向後はメディア・スタッフ代表取締役の他、東京運動記者クラブ会友、日本プロゴルフ協会学術委員、日本ボウリング場協会理事も歴任した。

## 来歴・人物
東京都立第五新制高等学校（のちの東京都立小石川高等学校）→早稲田大学第一文学部卒業。大学時代は軟式野球部に所属する傍ら、母校である小石川高校野球部の監督も務めていた。
1953年2月にラジオ東京（KR→KRT。1960年11月29日より、TBS）へアナウンサー第2期生として入社。1963年11月報道局運動部兼ニュース部→1967年8月報道局運動部→1967年11月報道部運動部兼アナウンサー研修室→1970年7月ラジオ本部アナウンス室兼テレビ本部報道局運動部→1973年3月ラジオ本部アナウンス室→1976年11月ラジオ本部→1981年7月ラジオ局→1984年9月ラジオ局兼スポーツ局に在籍し、主に野球をはじめとするスポーツ中継の実況担当として活動。この間、ラジオ局専門職次長兼スポーツ局専門職次長→ラジオ局専門職局長兼スポーツ局専門職局長（1985年6月28日）等を歴任。
1955年4月17日には、ラジオ東京テレビ（KRテレビ）初の野球中継である『東京六大学野球 明治対法政一回戦』の実況を担当。1956年にはKRテレビ史上唯一の自社制作による全国高等学校野球選手権大会決勝戦中継を担当した。
近代オリンピックは、1956年メルボルンオリンピック中継実況を小坂秀二と共に担当したのを皮切りに、1964年の東京オリンピックでは開会式・陸上競技・柔道などのラジオ実況を、1968年メキシコシティーオリンピック、1972年ミュンヘンオリンピックでは日本の民放アナウンサー代表として開会式の実況を担当している。
1975年度には、テレビの『100万ドルテニスマッチ コナーズ対ニューカム』において、第1回アノンシスト賞 グランダ・プレミオを受賞。
1980年には、テレビの早朝ワイド番組『テレビ列島7時』のメインキャスターも担当した。
1985年12月にメディア・スタッフへ出向し、同月定年退職。その後はメディア・スタッフ所属のフリーアナウンサーとして活動する一方、代表取締役会長を務める。フリーに転向後も1990年代前半頃までTBSとの専属契約の形でプロ野球中継を担当した他、テレビ東京のゴルフ番組『日立・お楽しみゴルフ大学』→『日蔭温子の日立サンデーゴルフ』の司会進行やJリーグ中継、プロ野球マスターズリーグの場内実況なども担当した。
2005年11月には、東京都千代田区体育協会の講演を神奈川県湯河原町の千代田荘で行った（当時の副会長・現会長が学友という関係から）。
2006年11月14日2時44分、心不全のため、東京都新宿区内の病院で死去。75歳没。

## 詳細情報

### 出演番組
※特記ない限り、TBSでのもの。

#### ラジオ
- 東京午後8時（1961年）[7]
- ゴールデンクイズ（1962年）[7]
- プロ野球指定席（1965年）[7]
- 歌謡曲だよお母っさん（1970年）[7]
- 日本鋼管世界のマーチ（1975年）[7]
- 野球はドラマだ（1978年）[7]
- 歌のビッグスタジアム（1977年）[7]
- 球歴球談（1984年）[7]
- TBSエキサイトナイター - TBSラジオのプロ野球中継（タイトルは1970年以降のナイターに使用）
- プロボクシング中継
- ウイークエンドネットワーク - スポーツ情報担当

#### テレビ
- スポーツクラブ（1955年）[7]
- 東京六大学野球中継
  - 『東京六大学野球 明治対法政一回戦』（1955年4月17日）[7]
  - 立教大学の長嶋茂雄が東京六大学新記録となる通算8号本塁打を打った試合（1957年）
- 第38回全国高等学校野球選手権大会決勝戦中継[9]
- JNNスポーツデスク（1978年4月の開始当時、池田孝一郎・山口慎弥とともに担当）[7]
- モーニングジャンボ[7]
- 侍プロ野球 - TBSテレビのプロ野球中継（タイトルは2012年のもの）
- プロボクシング中継
  - 東洋チャンピオンスカウト
- TWWAプロレス中継（国際プロレス中継）[7]
- 新春オールスター大運動会
  - 初回から第15回（1972年 - 1985年）まで進行役チーフを担当、第16回・第17回（1986年・1987年。なお第17回は最終大会）では「大会会長」・「審査委員長」に昇格した高橋圭三に代わって総合司会に昇格。
- テレビ列島7時（1980年）司会[7]
- 日本レコード大賞 第22・23回（1980年・1981年）司会
- 日立・お楽しみゴルフ大学（テレビ東京）
- 日蔭温子の日立サンデーゴルフ（テレビ東京）
- プロ野球OBオールスターゲーム（テレビ東京・1989年）実況（志生野温夫と交互に担当）
- 松本清張特別企画・影の車（2001年）実況アナウンサー 役

### 出演映画
- 南太平洋の若大将（1967年）実況アナウンサー 役
- ゴジラ対ヘドラ（1971年）渡辺アナウンサー 役[1]

### その他
- プロ野球ドラフト会議（1993年） - 司会進行

## 実況エピソード
1967年4月30日、プロボクシング世界ジュニアウェルター級選手権試合、挑戦者の藤猛が王者サンドロ・ロポポロ（ イタリア）にKO勝ちして世界王座を奪取した試合のテレビ中継の実況を務めた。具志堅用高（WBA世界ジュニアフライ級王者、協栄）の世界戦のラジオ中継実況も数回担当している。
1977年9月3日、プロ野球選手・王貞治の本塁打世界新記録となる756号を達成した試合（巨人対ヤクルト戦）を実況、達成したときに「王万歳!! 皆さんとともに、心からおめでとうと言いましょう」とコメントした。なお、この時の実況について、歴史的一瞬であるのだから、後々参照したときの記録のためにも、何月何日何時何分と日時を言っておくべきだったという後悔が残っていることを後年口にしていたと、後輩アナウンサーの吉川美代子は書いている。
プロ野球実況では大阪・朝日放送（ABC）の植草貞夫と共に“東の渡辺・西の植草”と並び称され、ラジオの巨人対阪神戦中継では各チームの応援実況を行ったこともあった（巨人…渡辺、阪神…植草）。
1994年に発表されたプロ野球漫画『あぶさん』（著：水島新司）で、景浦安武（架空の選手）のシーズン本塁打新記録がかかった試合のラジオ中継の実況を担当するエピソードが描かれた（解説：田淵幸一、ゲスト解説：王）。

## ビブリオグラフィ

### 著書
- プロ野球雑学事典（1976年、広済堂出版〈Kosaido books〉）
- 球界裏の一筆 : スポーツアナ一代とっておきの話（1979年、日刊スポーツ出版社）
- プロ野球TVおもしろ観戦術（1984年、日本実業出版社〈エスカルゴ・ブックス〉）

### 学会誌
- 渡辺謙太郎「特集2 実況中継論 自分史的ラジオ実況論」『ベースボーロジー = Baseballogy : 野球文化學會論叢』第4号、野球文化學會、2003年、66-82頁、ISSN 13460765。